# Benjamin Bratt
Benjamin George Bratt (ur. 16 grudnia 1963 w San Francisco) – amerykański aktor filmowy i telewizyjny.

## Życiorys

### Rodzina i edukacja
Urodził się 16 grudnia 1963 w San Francisco w Kalifornii, w rodzinie pochodzenia peruwiańskiego. Jest synem Eldy i Petera Brattów. Jego matka (ur. 1937), Indianka Keczua, w wieku 14 lat wyemigrowała z Limy do Stanów Zjednoczonych. Jego dziadek, George Bratt, był aktorem broadwayowskim. Dorastał wraz ze starszym bratem Peterem (ur. 1962) i dwiema siostrami – Nadyą (ur. 1961) i Georgią (ur. 1965) w San Francisco. Kiedy miał pięć lat, jego rodzice się rozwiedli.
W 1982 ukończył szkołę średnią Lowell High School w San Francisco. Przez kolegów z liceum został przezywany Strach na wróble z uwagi na bardzo szczupłą posturę. W 1986 odebrał dyplom ukończenia wydziału teatralnego na University of California w Santa Barbara. Uczył się aktorstwa w American Conservatory Theatre w San Francisco.

### Kariera
W 1987 zadebiutował na scenie podczas festiwalu szekspirowskiego w Utah. Po raz pierwszy wystąpił na małym ekranie w trzech produkcjach ABC – telefilmach: Juarez (1987) jako sierżant Rosendo Juarez, Policyjna historia: Szkoła gladiatorów (Police Story: Gladiator School, 1987) w roli oficera Dave’a Ramireza i serialu Rycerz-obserwator (Knightwatch, 1988-89). Sławę zdobył jako detektyw Reynaldo „Rey” Curtis w serialu NBC Prawo i bezprawie (Law & Order, 1995–1999), a za rolę był w 1999 otrzymał ALMA Award i nominowany do nagrody Emmy.

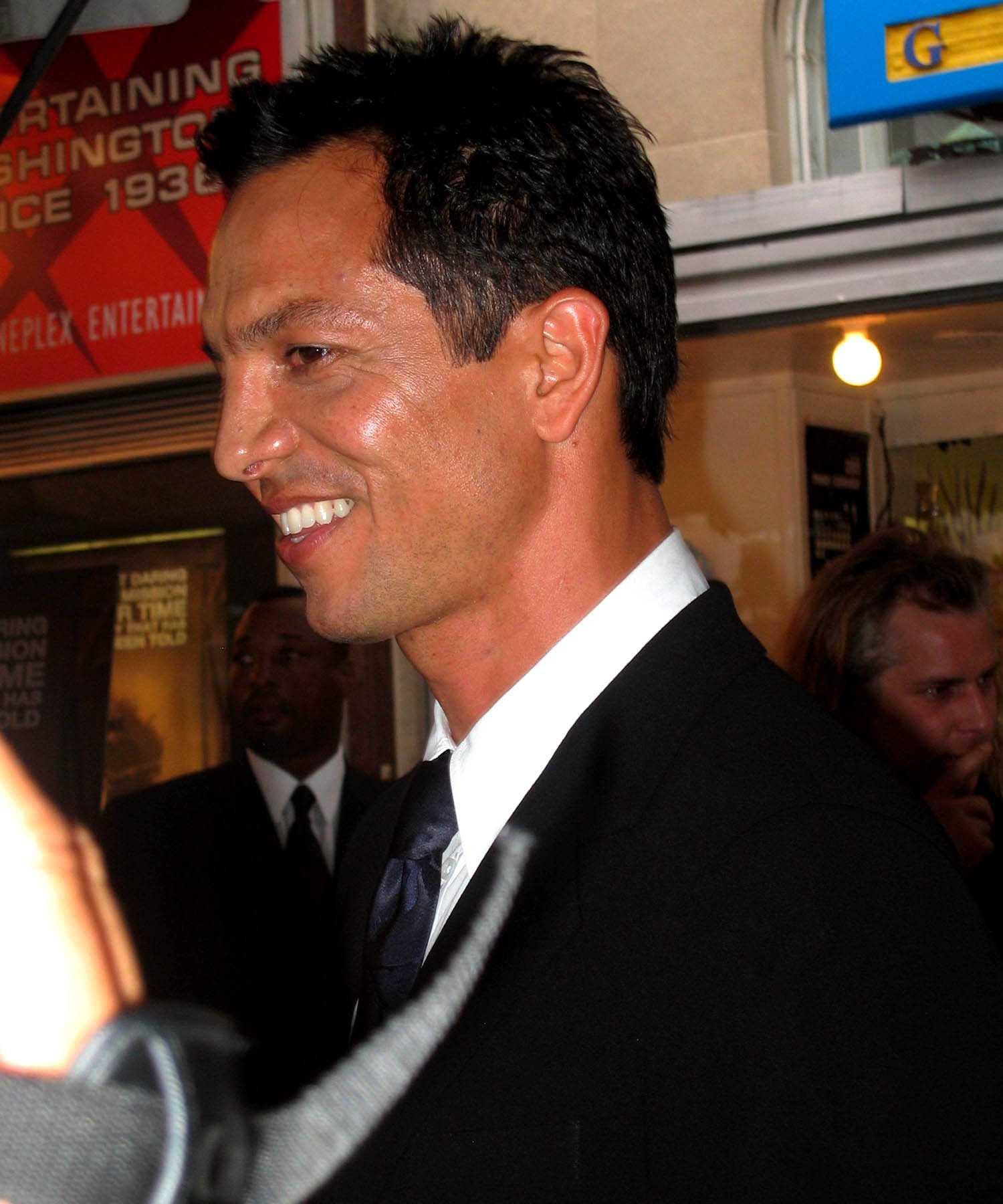
Bratt (2005)

Na dużym ekranie zadebiutował występem w sensacyjnym dramacie kryminalnym Dobry gliniarz (One Good Cop, 1991), dramacie Świetlisty anioł (Bright Angel, 1991) i thrillerze Łańcuchy złota (Chains of Gold, 1991). Dwukrotnie spotkał się na planie filmowym z Sandrą Bullock – w sensacyjnej komedii kryminalnej sci-fi Człowiek demolka (Demolition Man, 1993) oraz komedii sensacyjnej Miss Agent (Miss Congeniality, 2000) w uhonorowanej nagrodą Blockbuster Entertainment roli policjanta Erika Matthewsa.
W dramacie Stevena Soderbergha Traffic (2000) pojawił się jako narkotykowy lord Juan Obregón. Kreacja portorykańskiego poety i scenarzysty Miguela Piñero w dramacie biograficznym Pinero (2001) przyniosła mu ALMA Award. Jednak za postać Bena w komedii Układ prawie idealny (The Next Best Thing, 2000) z Madonną i Rupertem Everettem oraz za rolę policjanta zakochanego w tytułowej bohaterce w komiksowej ekranizacji Kobieta-Kot (Catwoman, 2004) z Halle Berry i Sharon Stone był nominowany do antynagrody Złotej Maliny. Był na okładkach magazynów takich jak „Playgirl” (w maju 2001), „People” (w lipcu 2001) z Julią Roberts, „Latina” (w listopadzie 2001), „Paper” (w lutym 2002), „The Advocate” (w marcu 2002), „Vanity Fair” (w sierpniu 2002) z Talisą Soto i „GQ” (w maju 2014). Za rolę Williama Banksa w serialu Detoks (2008–2009) odebrał w 2009 PRISM Awards i ALMA Award.

## Życie prywatne
Spotykał się z asystentką reżysera filmów dokumentalnych Moniką McClure (1990-96), Jennifer Esposito (1996) i Julią Roberts (1997–2001). We wrześniu 2001 poznał aktorkę Talisę Soto, którą poślubił 13 kwietnia 2002. Mają córkę Sophię Rosalindę (ur. 6 grudnia 2002 w Nowym Jorku) i syna Mateo Braverya (ur. 3 października 2005 w Los Angeles).

## Filmografia

### Filmy fabularne
| Rok  | Tytuł                                                                       | Rola                            | Reżyser                                  |
| ---- | --------------------------------------------------------------------------- | ------------------------------- | ---------------------------------------- |
| 1988 | Kucharz, złodziej, jego żona i jej kochanek (Lovers, Partners & Spies)      | Esteban                         | Jan Eliasberg                            |
| 1989 | Nasty Boys (TV-NBC)                                                         | Eduardo Cruz                    | Rick Rosenthal                           |
| 1990 | Świetlisty anioł (Bright Angel)                                             | Claude                          | Michael Fields                           |
| 1990 | Capital News                                                                |                                 | Andrew Gottlieb, Mark Tinker             |
| 1991 | Dobry glinarz (One Good Cop)                                                | Felix                           | Heywood Gould                            |
| 1991 | Łańcuchy złota (Chains of Gold)                                             | Carlos                          | Rod Holcomb                              |
| 1993 | Człowiek demolka (Demolition Man)                                           | oficer Alfredo Garcia           | Marco Brambilla                          |
| 1994 | James A. Michener's Texas (ABC)                                             | Benito Garza                    | Richard Lang                             |
| 1994 | Stan zagrożenia (Clear and Present Danger)                                  | kapitan Ramírez                 | Phillip Noyce                            |
| 1994 | Dzika rzeka (The River Wild)                                                | Ranger Johnny                   | Curtis Hanson                            |
| 1996 | Follow Me Home                                                              | Abel                            | Peter Bratt                              |
| 2000 | Traffic                                                                     | Juan Obregón                    | Steven Soderbergh                        |
| 2000 | Układ prawie idealny (The Next Best Thing)                                  | Ben Cooper                      | John Schlesinger                         |
| 2000 | The Last Producer                                                           | Damon Black                     | Burt Reynolds                            |
| 2000 | Miss Agent (Miss Congeniality)                                              | Eric Matthews                   | Donald Petrie                            |
| 2000 | Czerwona Planeta (Red Plane)                                                | porucznik Ted Santen, pilot     | Antony Hoffman                           |
| 2001 | Piñero                                                                      | Miguel Piñero                   | Leon Ichaso                              |
| 2002 | Porzucona (Abandon)                                                         | Wade Handler                    | Stephen Gaghan                           |
| 2004 | Kobieta-Kot (Catwoman)                                                      | Tom Lone                        | Pitof                                    |
| 2004 | Zły dotyk                                                                   | Carlos                          | Nicole Kassell                           |
| 2005 | Rodzinka (Thumbsucker)                                                      | Matt Schramm                    | Mike Mills                               |
| 2005 | VI Batalion (The Great Raid)                                                | porucznik płk. Henry Mucci      | John Dahl                                |
| 2007 | Miłość w czasach zarazy (Love in the Time of Cholera)                       | dr Juvenal Urbino               | Mike Newell                              |
| 2008 | W drodze (Trucker)                                                          | Leonard „Len” Bonner            | James Mottern                            |
| 2009 | Klopsiki i inne zjawiska pogodowe (Cloudy with a Chance of Meatballs)       | Manny (głos)                    | Chris Miller, Phil Lord                  |
| 2009 | The People Speak                                                            | w roli samego siebie            | Howard Zinn, Chris Moore, Anthony Arnove |
| 2009 | La Mission                                                                  | Che Rivera                      | Peter Bratt                              |
| 2013 | Infiltrator (Snitch)                                                        | Juan Carlos 'El Topo' Pintera   | Ric Roman Waugh                          |
| 2013 | The Lesser Blessed                                                          | Jed                             | Anita Doron                              |
| 2013 | Minionki rozrabiają (Despicable Me 2)                                       | Eduardo Perez / El Macho (głos) | Pierre Coffin, Chris Renaud              |
| 2013 | Klopsiki kontratakują (Cloudy with a Chance of Meatballs 2)                 | Manny (głos)                    | Cody Cameron, Kris Pearn                 |
| 2015 | Liga Sprawiedliwości: Bogowie i potwory (Justice League: Gods and Monsters) | Zod / Superman (głos)           | Sam Liu                                  |
| 2016 | Prawdziwa jazda 2 (Ride Along 2)                                            | Pope                            | Tim Story                                |
| 2016 | Zagraniczni korespondenci (Special Correspondents)                          | John Baker                      | Ricky Gervais                            |
| 2016 | The Infiltrator                                                             | Roberto Alcaino                 | Brad Furman                              |
| 2016 | Doktor Strange                                                              | Jonathan Pangborn               | Scott Derrickson                         |

### Produkcje TV
| Rok       | Film                                           | Rola                              | Informacje                |
| --------- | ---------------------------------------------- | --------------------------------- | ------------------------- |
| 1987      | Juarez                                         | sierżant Rosendo Juarez           | film TV                   |
| 1988      | Police Story: Gladiator School                 | oficer Dave Ramirez               | film TV                   |
| 1988–89   | Knightwatch                                    | Tony Maldonado                    | 9 odcinków                |
| 1989–90   | Nasty Boys                                     | Eduardo Cruz                      | 13 odcinków               |
| 1993      | Shadowhunter                                   | Nakai Twobear                     | film TV                   |
| 1994      | James A. Michener's Texas                      | Benito Garza                      | film TV                   |
| 1995–99   | Prawo i porządek (Law & Order)                 | detektyw Rey Curtis               | 95 odcinków               |
| 1996–99   | Homicide: Life on the Street                   | detektyw Rey Curtis               | 3 odcinki                 |
| 1996      | Woman Undone                                   | Jim Mercer                        | film TV                   |
| 1998      | Exiled: A Law & Order Movie                    | detektyw Rey Curtis               | film TV                   |
| 2001      | After the Storm                                | Arno                              | film TV                   |
| 2003      | Frasier                                        | Kevin, gość                       | odc.: „The Doctor Is Out" |
| 2005–06   | Pentagon: Sektor E (E-Ring)                    | porucznik pułkownik Jim Tisnewski | 23 odcinki                |
| 2008      | The Andromeda Strain (miniserial TV)           | dr Jeremy Stone                   | 4 odcinki                 |
| 2008–2009 | Detoks (The Cleaner)                           | William Banks                     | 26 odcinków               |
| 2009      | American Experience                            | narrator                          | 3 odcinki                 |
| 2009      | Prawo i porządek (Law & Order)                 | detektyw Rey Curtis               | odc.: „Fed"               |
| 2010–2015 | Współczesna rodzina (Modern Family)            | Javier Delgado                    | 5 odcinków                |
| 2011–2013 | Prywatna praktyka (Private Practice)           | dr Jake Reilly                    | 36 odcinków               |
| 2014      | 24: Jeszcze jeden dzień (24: Live Another Day) | Steve Navarro                     | 10 odcinków               |